# 赵仲时
赵仲时（1913年12月—？），曾用名赵玉如、赵锡壁，山东鄄城人，中华人民共和国政治人物、外交官。

## 生平
赵仲时生于今鄄城县旧城镇赵庄村，少年时曾在鄄城高小和山东省立第七中学读书。1933年，考入乡村建设研究院菏泽分院。毕业后在菏泽、聊城等地任乡农学校教员、校长。抗日战争爆发后，任聊城政训处处长。1938年，加入中国共产党，参加八路军。解放战争时，在三野任至师政治部主任。1949年12月，任中央军委联络部一局六处处长。1952年，调入外交部工作，出任中华人民共和国驻雅加达总领事。1957年12月，任中共中央调查部一局副局长，后任国家安全部咨询委员会委员。1982年12月，离休。